# فرانسيسكو ميزا
فرانسيسكو ميزا (بالإسبانية: Francisco Javier Meza)‏ (29 أغسطس 1991 ببارانكيا في كولومبيا - ) هو لاعب كرة قدم كولومبي في مركز الدفاع. لعب مع إنديبنديينتي سانتا في وتايجرز أونال ونادي أونيفرسيداد ناسيونال.

## روابط خارجية
- فرانسيسكو ميزا على موقع إي إس بي إن إف سي (الإنجليزية)
- فرانسيسكو ميزا على موقع قاعدة بيانات كرة القدم.إي يو (الإنجليزية)
- فرانسيسكو ميزا على موقع Soccerway.com (الإنجليزية)
- فرانسيسكو ميزا على موقع AS.com (الإسبانية)